# 센터 미나미역
센터 미나미 역(일본어: センター南駅, センターみなみえき)은 일본 가나가와현 요코하마시 쓰즈키구에 있는 요코하마 시 교통국의 역이다.

## 구조
2면 4선의 승강장이 있는 고가역이다.

### 승강장
| 1 | ■ 그린 라인 | 나카야마 방면                                              |
| 2 | ■ 그린 라인 | 히요시 방면                                                |
| 3 | ■ 블루 라인 | 신요코하마·요코하마·간나이·가미오오카·도쓰카·쇼난다이 방면 |
| 4 | ■ 블루 라인 | 아자미노 방면                                              |

## 역사
- 1993년 3월 18일: 블루 라인의 철도역이 영업 개시.
- 2008년 3월 30일: 그린 라인의 철도역이 영업 개시, 환승역이 됨.

## 인접한 역
| 요코하마 시 교통국 ■ 지하철 3호선      | 요코하마 시 교통국 ■ 지하철 3호선 | 요코하마 시 교통국 ■ 지하철 3호선 |
| -------------------------------------- | --------------------------------- | --------------------------------- |
| B28 나카마치다이 쇼난다이 방면         | ■ 지하철 블루 라인                | 센터 기타 B30 아자미노 방면       |
| 요코하마 시 교통국 ■ 지하철 4호선      |                                   |                                   |
| G03 쓰즈키후레아이노오카 나카야마 방면 | ■ 지하철 그린 라인                | 센터 기타 G05 히요시 방면         |